# 튀르키예 여자 배구 슈퍼 컵
터키 여자 배구 슈퍼 컵(튀르키예어: Türkiye Voleybol Kadınlar Şampiyonlar Kupası)는 2009년부터 터키 배구 연맹이 주관하는 대회로서 전 시즌 터키 리그와 터키 컵의 우승팀이 참가한다.

## 챔피언
| 연도 | 우승팀                | 준우승팀              | MVP               |
| ---- | --------------------- | --------------------- | ----------------- |
| 2009 | 페네르바흐체 아즈바뎀 | 엑자시바시 젠티바     |                   |
| 2010 | 페네르바흐체 아즈바뎀 | 바키프방크            |                   |
| 2011 | 엑자시바시 비트라     | 페네르바흐체 유니버셜 |                   |
| 2012 | 엑자시바시 비트라     | 갈라타사라이          |                   |
| 2013 | 바키프방크            | 엑자시바시 비트라     |                   |
| 2014 | 바키프방크            | 페네르바흐체          | 괴즈데 손시르마   |
| 2015 | 페네르바흐체          | 바키프방크            | 김연경            |
| 2017 | 바키프방크            | 페네르바흐체          | 나즈 아이데미르   |
| 2018 | 엑자시바시 비트라     | 바키프방크            | 조던 라슨         |
| 2019 | 엑자시바시 비트라     | 바키프방크            | 티야나 보슈코비치 |
| 2020 | 엑자시바시 비트라     | 바키프방크            | 티야나 보슈코비치 |
| 2021 | 바키프방크            | 엑자시바시 비트라     | 잔수 오즈바이     |

٠ 2016년 슈퍼컵은 미개최됨

## 같이 보기
- 튀르키예 여자 배구 리그